# COMETS
COMETS (Communications and Broadcasting Engineering Test Satellite), también denominado Kakehashi (Puente, en japonés), fue un satélite de comunicaciones experimental japonés lanzado el 21 de febrero de 1998 mediante un cohete H-2 desde la base de Tanegashima.
El satélite no alcanzó la órbita esperada tras fallar la segunda etapa después de 44 segundos de funcionamiento. Se utilizó el sistema de propulsión propio del satélite para elevarlo hasta una órbita usable y poder realizar los experimentos a que estaba destinado.
COMETS portaba instrumentación para desarrollar varias tecnologías:
- Comunicación interorbital, entre diferentes satélites o estaciones en órbita baja.
- Transmisión avanzada por satélite para emisiones en banda ancha a regiones concretas utilizando la banda K de frecuencia.
- Desarrollo de comunicaciones móviles avanzadas por satélite utilizando la banda K.

Las operaciones con el satélite finalizaron el 6 de agosto de 1999.